# استان خراسان جنوبی
استان خراسان جنوبی یکی از استان‌های شرق ایران است که مرکز آن، شهر بیرجند است. استان خراسان جنوبی نخست به همراه خراسان شمالی و خراسان رضوی، استان خراسان بزرگ را تشکیل می‌داد ولی در سال ۱۳۸۳ با مصوبه مجلس شورای اسلامی استان خراسان به این سه استان تقسیم و استان خراسان جنوبی تشکیل شد. همچنین خراسان جنوبی با کشور افغانستان دارای مرز مشترک است و دراز ترین مرز را با این کشور دارد. مهم ترین شهر‌های استان نیز بیرجند ، قائن، طبس و فردوس هستند. بزرگترین شهرستان استان نیز شهرستان طبس با گستره نزدیک‌به ۴۴،۰۰۰ کیلومترمربع است. استان، از شمال با خراسان رضوی، از شمال غرب با سمنان، از غرب با اصفهان، از غرب و جنوب غرب با یزد از جنوب با کرمان و از جنوب شرق با سیستان و بلوچستان همسایه است.
استان خراسان جنوبی در زمینه کشاورزی جز استان‌های مهم در کشور به شمار می‌رود به گونه‌ای که در تولید چهار فرآورده پنبه، زرشک، زعفران و عناب جایگاه نخست یا دوم کشور را دارا است. اقتصاد استان بیشتر به کشاورزی وابسته است و چندان صنعتی نیست. به گونه‌ای که سهم استان از تولید ناخالص کشور ، ۰،۵٪ است. این استان ظرفیت بی مانندی در زمینه معادن دارد. 
بیشتر مردم استان فارسی زبان هستند. از گویش‌های مهم استان می‌توان به گویش بیرجندی و گویش تونی اشاره کرد. هر چند اقلیتی از بلوچ ها و عرب ها نیز در برخی مناطق حضور دارند. بیش از ۸۰٪ مردم استان شیعه مذهب و ۲۰٪ اهل‌سنت هستند. بر پایه سرشماری سال ۱۳۹۵، جمعیت آن برابر با ۷۶۸٬۸۹۸ تن می‌باشد و از این دید ۲۸اُمین استان کشور به‌شمار می‌رود.
گستره این استان۱۵۱٬۱۹۳ کیلومتر مربع است که پس از استان کرمان و استان سیستان و بلوچستان سومین استان پهناور ایران است.

## پیشینه

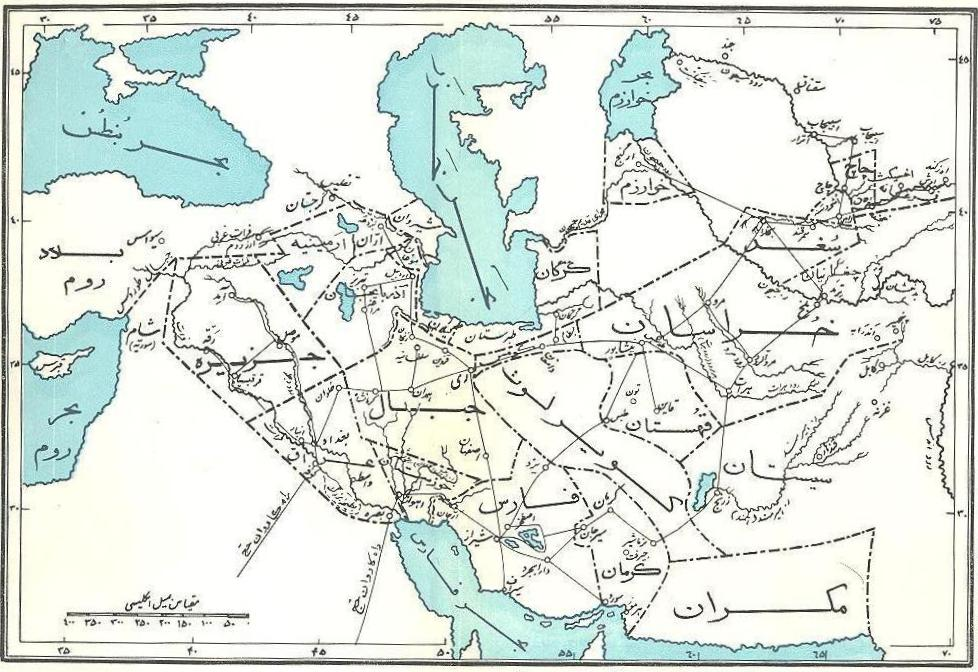
نقشه ایران در عصر خلفای عباسی، برگرفته از کتاب جغرافیای تاریخی سرزمین‌های خلافت شرقی. در ایالت قهستان، شهرهای تون (فردوس)، قائن و طبس مشخص شده‌اند.

خراسان جنوبی شامل بخشی از خراسان بزرگ است که در سده‌های پیش قهستان نامیده می‌شده است. شهرهای مهم ایالت قهستان، تون (فردوس امروزی) و قائن بوده‌اند. مارکوپولو نیز در سفرنامه خود، از این منطقه با نام تونوکاین (تون و قاین) یاد کرده است.
در سده‌های اخیر و به‌ویژه از دوران قاجار، دو شهر فردوس و قائن به‌دلیل حوادث طبیعی گوناگون به تدریج موقعیت جمعیتی خود را از دست داده و بیرجند مرکزیت و اهمیت بیشتری یافت.

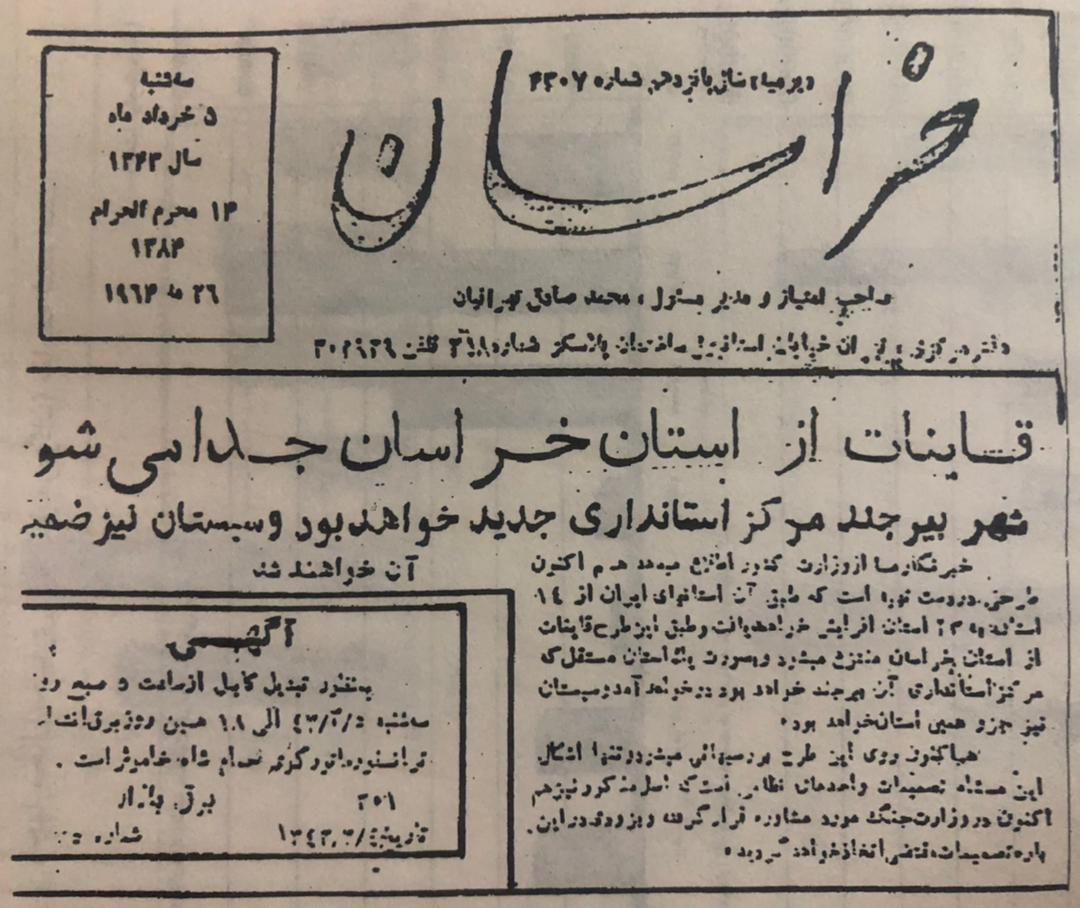
تیتر روزنامه خراسان در مورد تأسیس استان خراسان جنوبی در تاریخ ۵ خرداد ۱۳۴۳ قدیمی‌ترین سند در دسترس در خصوص تقسیم استان خراسان است.

تشکیل استان خراسان جنوبی به مرکزیت بیرجند از سال ۱۳۴۲ مطرح بوده است و در سال ۱۳۸۳ و پس از سال‌ها کشمکش سیاسی این استان تأسیس شد. مرکز این استان جدید شهر بیرجند تعیین گردید. در زمان تأسیس این استان شامل سه شهرستان بیرجند، نهبندان و سربیشه بود.
قاین در ابتدای تأسیس استان حاضر به پیوستن به خراسان جنوبی نشد و در محدوده خراسان رضوی باقی ماند.
در سال ۱۳۸۳ و پس از تقسیم استان خراسان مباحثی در مورد الحاق قاین به خراسان جنوبی مطرح گردید و در نهایت در اواخر همان سال ۸۳ شهرستان قاین به استان خراسان جنوبی الحاق گردید.
فردوس که در قضیه تقسیم خراسان بیشترین آسیب را دید نیز حاضر به پیوستن به استانی با مرکزیت بیرجند نشد. در چند راهپیمایی اعتراض آمیز که منجر به کشته و زخمی شدن چند شهروند فردوسی قبل از تقسیم خراسان شد مردم این شهرستان نشان دادند که در تقسیم استان خراسان سهم بیشتری خواهان هستند، اگر چه نتیجه‌ای برای مردم در برنداشت.
در مرحله اول تقسیم خراسان و شکل‌گیری استان خراسان جنوبی، تنها بخش سرایان شهرستان فردوس با پذیرش این امر که با پیوستن به خراسان جنوبی از بخش به شهرستان ارتقاء می‌یابد حاضر به جدایی از فردوس و خراسان رضوی شد و مدتی را به عنوان یکی از بخش‌های شهرستان بیرجند در خراسان جنوبی به سر برد تا اینکه در سال ۱۳۸۴ اولین ارتقاء در خراسان جنوبی با ارتقای بخش سرایان به شهرستان صورت گرفت. در همین سال با ارتقای بخش درمیان به مرکزیت شهر اسدیه (اسدآباد سابق) دومین شهرستان جدید استان خراسان جنوبی به وجود آمد.
ادامه تلاش‌ها برای الحاق فردوس در سال ۱۳۸۶ به نتیجه رسید و این شهرستان هم علی‌رغم میل باطنی بسیاری از مردم، به خراسان جنوبی ملحق شد.
در سال ۱۳۸۷ بخش بشرویه شهرستان فردوس هم در جواب قبول الحاق به خراسان جنوبی توانست ارتقاء پیدا کند و هشتمین شهرستان استان تأسیس شد.
در سال ۱۳۹۱ و در روزهای پایانی این سال طبس از استان یزد جدا و به خراسان جنوبی پیوست. این پیوستن واکنش‌هایی همچون امضای طومار را در پی داشت. همچنین فرمانداری این شهر نیز به فرمانداری ویژه و معاونت استانداری ارتقاء یافت.
در اردیبهشت ۱۳۹۱ نهمین و دهمین شهرستان‌ها تأسیس گشتند. بخش زیر کوه قاین همراه با بخش زهان قاین و تبدیل دهستان شاسکوه این شهرستان به بخش با سه بخش به شهرستان زیر کوه ارتقاء یافت و حاجی‌آباد زیرکوه پس از حاجی‌آباد هرمزگان و حاجی‌آباد فارس (زرین دشت) سومین حاجی‌آباد کشور شد که به خود فرماندار می‌بیند. بخش خوسف بیرجند هم پس از تبدیل دهستان جلگه ماژان به بخش به شهرستان ارتقاء یافت و و با دو بخش مرکزی و جلگه ماژان به جمع شهرستان‌های کشور پیوست.
در خرداد سال ۱۴۰۳ بخش دستگردان با جدا شدن از شهرستان طبس و ارتقا به شهرستان به شهرستان عشق آباد تبدیل و دوازدهمین شهرستان خراسان جنوبی شد.

## موقعیت جغرافیایی
این استان از شمال با استان خراسان رضوی، از غرب با استان‌های یزد، اصفهان و سمنان، از شرق با کشور افغانستان و از جنوب با استان‌های سیستان و بلوچستان و کرمان هم‌مرز است.
استان خراسان جنوبی، در مسیر محورهای ارتباطی استان‌های جنوبی ایران با مشهد قرار دارد. محور اصلی ارتباطی استان‌های یزد، اصفهان، فارس و بوشهر به مشهد، از طبس و فردوس می‌گذرد (جاده ۶۸ تا دیهوک و سپس ادامه مسیر به سمت مشهد از طریق جاده ۹۱). همچنین محور اصلی ارتباطی استان‌های کرمان و هرمزگان، از دیهوک و فردوس می‌گذرد (جاده ۹۱). محور ارتباطی استان سیستان و بلوچستان به مشهد نیز از شهرهای نهبندان، سربیشه، بیرجند و قائن عبور می‌کند (جاده ۹۵).

## تقسیمات استانی
استان خراسان جنوبی، دارای ۱۲ شهرستان، ۲۸ بخش، ۶۶ دهستان و ۳۲ شهر است:
| ردیف | نام شهرستان | مرکز شهرستان | سال تأسیس | مساحت (Km²) | جمعیت مرکز شهرستان ۱۳۹۵ | جمعیت شهرستان ۱۳۹۵ |
| ---- | ----------- | ------------ | --------- | ----------- | ----------------------- | ------------------ |
| ۱    | بیرجند      | بیرجند       | ۱۳۱۶      | ۴٬۰۰۴       | ۲۰۳٬۶۳۶ نفر             | ۲۸۵٬۸۲۱ نفر        |
| ۲    | فردوس       | فردوس        | ۱۳۲۳      | ۴٬۱۰۳       | ۲۸٬۶۹۵ نفر              | ۵۶٬۵۲۳ نفر         |
| ٣    | قائنات      | قائن         | ۱۳٢۸      | ۸۴۴۲        | ۴۲٬۳۲۳نفر               | ۱۱۶٬۱۸۱ نفر        |
| ۴    | طبس         | طبس          | ۱۳۳۹      | ۴۴٬۱۴۸      | ۳۷٬۶۷۶ نفر              | ۷۶٬۳۵۲ نفر         |
| ۵    | نهبندان     | نهبندان      | ۱۳۶۸      | ۲۶٬۰۹۴      | ۱۸٬۳۰۴ نفر              | ۵۱٬۴۴۹ نفر         |
| ۶    | سربیشه      | سربیشه       | ۱۳۸۲      | ۸٬۱۹۹       | ۸٬۷۱۵ نفر               | ۴۰٬۹۵۹ نفر         |
| ۷    | سرایان      | سرایان       | ۱۳۸۴      | ۹٬۳۴۲       | ۱۳٬۷۹۵ نفر              | ۳۳٬۳۱۲ نفر         |
| ۸    | درمیان      | اسدیه        | ۱۳۸۴      | ۵٬۷۹۷       | ۵٬۴۶۰ نفر               | ۵۳٬۷۱۴ نفر         |
| ۹    | بشرویه      | بشرویه       | ۱۳۸۷      | ۵٬۹۹۳       | ۱۶٬۴۲۶ نفر              | ۲۶٬۰۶۴ نفر         |
| ۱۰   | زیرکوه      | حاجی‌آباد     | ۱۳۹۱      | ۸٬۲۲۶       | ۶٬۱۶۸ نفر               | ۴۰٬۱۵۵ نفر         |
| ۱۱   | خوسف        | خوسف         | ۱۳۹۱      | ۱۶٬۰۲۹      | ۵٬۷۱۶ نفر               | ۲۷٬۶۰۰ نفر         |
| ۱۲   | عشق‌آباد     | عشق‌آباد      | ۱۴۰۳      | ۱۱٬۲۲۱      | ۳٬۹۶۵ نفر               | ۱۰٬۲۵۵ نفر         |

شهرها

استان خراسان جنوبی در سال ۱۴۰۳

مهم‌ترین شهرهای استان خراسان جنوبی، قائن، بیرجند، فردوس و طبس هستند.

## جاذبه‌های گردشگری

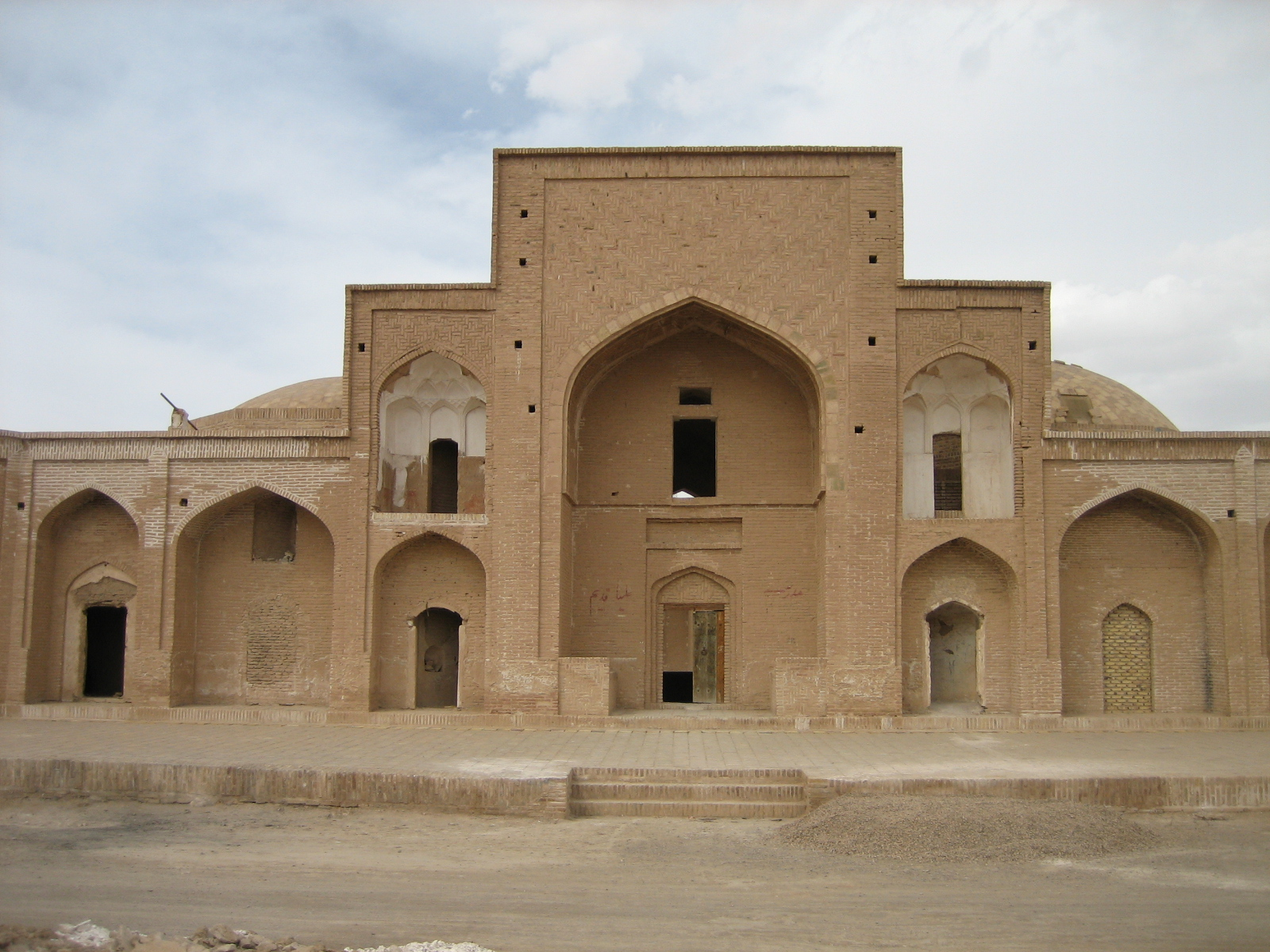
مدرسه علیای فردوس، ساخته شده در دوره صفوی

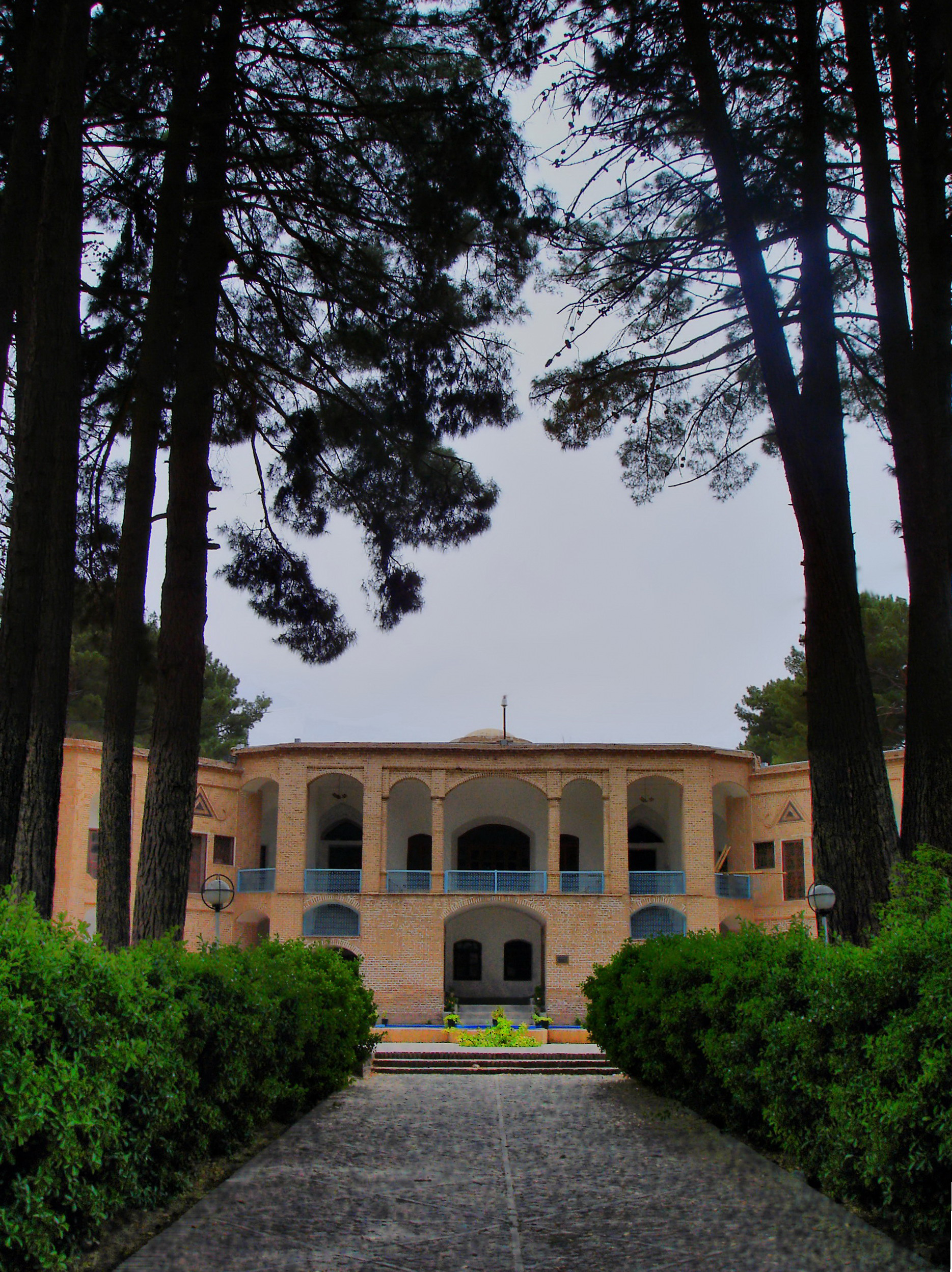
باغ اکبریه میراث جهانی یونسکو

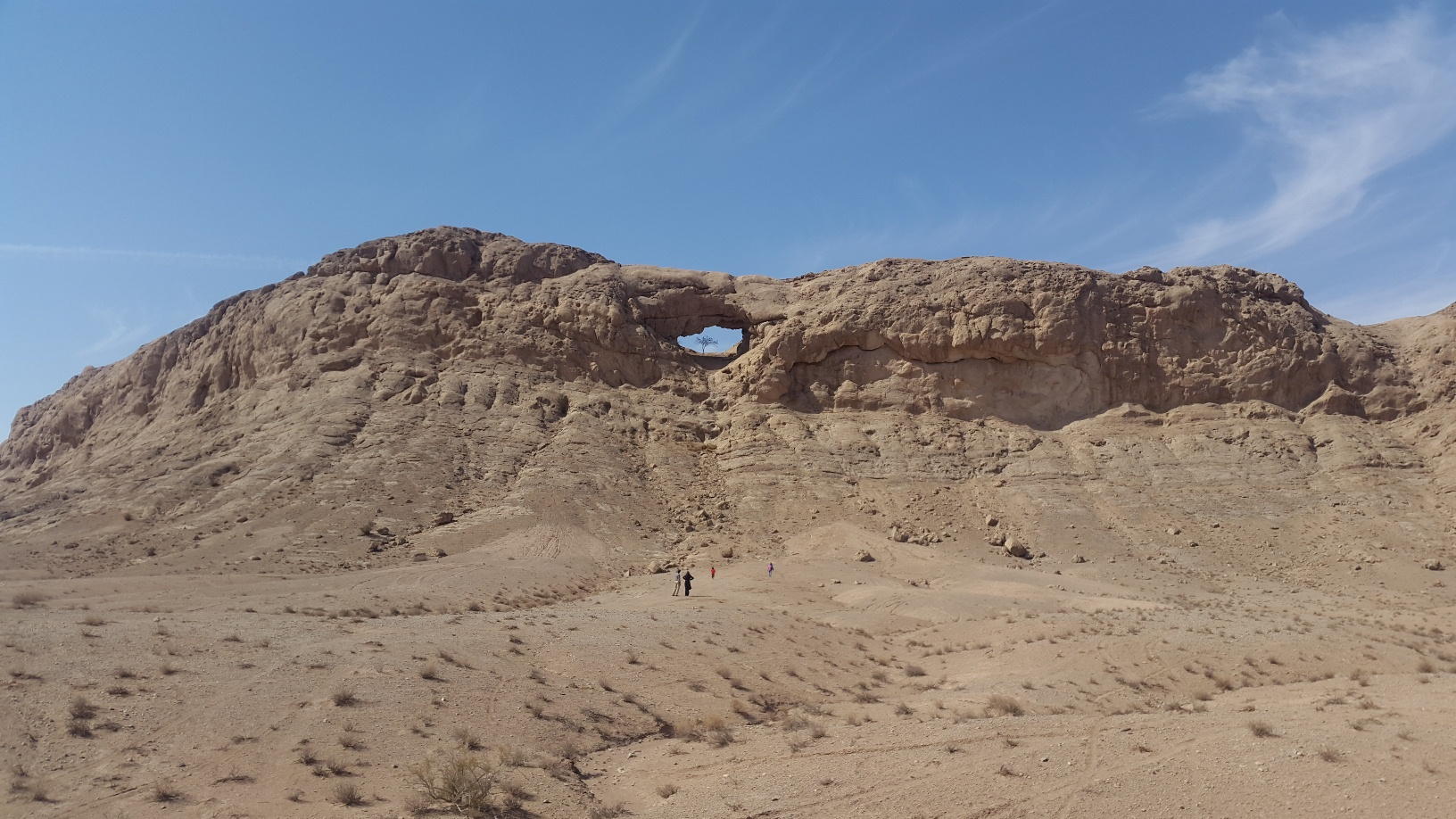
سنگ سوراخ، اثری طبیعی در غرب فردوس

یکی از قدیمی‌ترین جاذبه‌های گردشگری ثبت شده در استان خراسان جنوبی سنگ نگاره کال جنگال در ۵ کیلومتری جنوب شهر خوسف و متعلق به دوره اشکانی است که در بررسی‌های جدید ۱۴ سنگ نگاره در نزدیکی آن شناسایی شده است.
دیگر جاذبه‌های گردشگری استان عبارت اند از:

### اماکن مذهبی
- حرم مطهر حسین بن موسی الکاظم (ع) طبس
- آرامگاه امامزادگان فردوس
- مصلی بیرجند

### مساجد تاریخی
- مسجد میانده بشرویه
- مسجد جامع تون (فردوس)
- مسجدسیدی فردوس
- مسجد جامع قائن
- مسجد جامع خضری
- مسجد جامع افین (زیرکوه)

### مدارس تاریخی

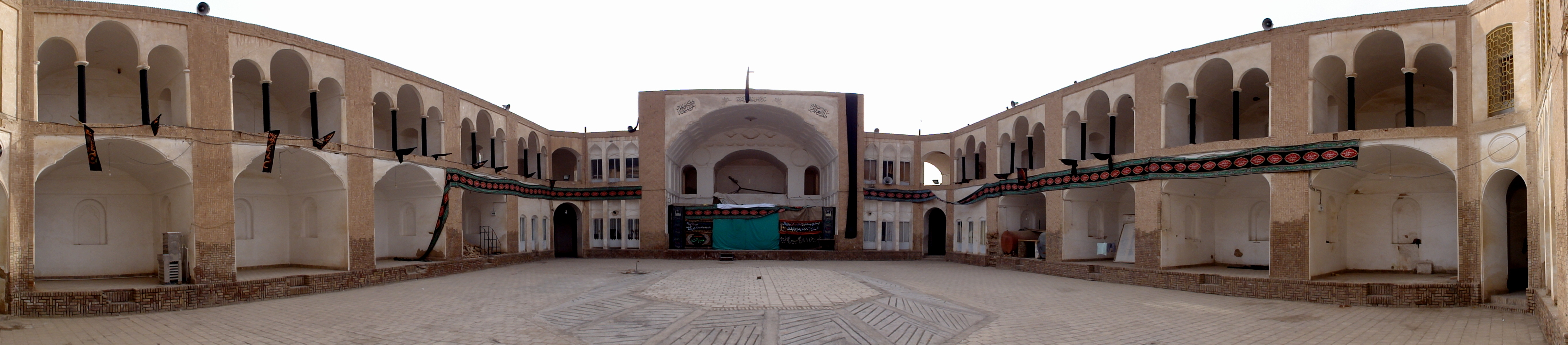
مدرسه شوکتیه

- مدرسه شوکتیه
- مدرسه معصومیه
- مدرسه علمیه علیا فردوس
- مدرسه علمیه حبیبیه فردوس

### باغ‌های تاریخی
- باغ گلشن طبس
- باغ و کوشک امیرآباد (بیرجند)
- باغ شوکت‌آباد (بیرجند)
- باغ اکبریه (بیرجند)

### بناهای تاریخی
- ارگ کلاه فرنگی
- ارگ طبس
- ارگ بهارستان (باغ زرشکی)
- پل ترناو بشرویه
- خانه افراشته فردوس
- خانه مستوفی بشرویه
- خانه شهدادی
- حوض انبارسیدی فردوس
- رباط زردان (زیرکوه)
- عمارتاکبریه میراث جهانی یونسکو
- قلعه کوه زردان (زیرکوه)
- مجموعه تاریخی کوشک فردوس
- قلعه بیرجند
- قلعه دختر بشرویه
- قلعه فورگ
- قلعه دختر فردوس
- قلعه کوه قاین
- کوه قلعه فردوس
- کنسولگری انگلیس (باغ منظریه)

### اماکن سیاحتی
- بند دره
- بند عمرشاه
- سد تاریخی کریت (شهرستان طبس)

### آرامگاه مشاهیر
- آرامگاه حکیم نزاری
- آرامگاه ابن حسام خوسفی
- آرامگاه بزرگمهر قائنی
- آرامگاه میرتونی فردوس
- آرامگاه تورانشاه

### روستاهای تاریخی
- روستای استند
- روستای افین
- روستای بیدسگان
- روستای چنشت
- روستای خراشاد
- روستای زردان
- روستای ماخونیک
- روستای مصعبی
- روستای تاریخی کوچ
- روستای کریمو

### موزه‌ها
- موزه و مرکز اسناد و مفاخر دانشگاه بیرجند
- موزه باغ اکبریه بیرجند
- موزه مردم‌شناسی فردوس
- موزه آب قاین
- موزه مردم‌شناسی فردوس

### جاذبه‌های کویری
- مجموعه آسیاب‌های آبی (بشرویه)
- طاق زارهای کویر سه قلعه
- کویر حیدرآباد نهبندان(میراث جهانی یونسکو)
- کویر پلوند فردوس
- کویرهمت آباد (زیرکوه)

### سایر جاذبه‌های طبیعی
- دره تجنود (زیرکوه)
- یخدان رحیم آباد
- غار خونیک
- غار فارس
- سنگ سوراخ فردوس
- قنات بلده فردوس(میراث جهانی یونسکو)

### چشمه‌های آب معدنی
- مجتمع گردشگری آب درمانی و آبگرم معدنی فردوس: در ۲۰ کیلومتری شهر فردوس قرار دارد. که قدمت آن به ۲۰۰ سال می‌رسد.
- چشمه آب گرم علم آباد: در شمال خاوری شهرستان سربیشه و از شکاف سنگ‌های آتشفشانی از نوع آندزیت بازالت از زمین خارج می‌شود. سربیشه
- چشمه آبگرم گندگان: در ۱۲ کیلومتری شهرستان سربیشه واقع است. سربیشه
- چشمه معدنی کُلوته: این چشمه در بخش سربیشه حدود ۱۸ کیلومتری جادهٔ مود به سمت بیژائم و بشگز قرار گرفته و برای درمان برخی دردهای مفصلی و پوستی مفید است. سربیشه
- چشمه آب معدنی تناک: در روستای تناک از بخش مود شهرستان سربیشه قرار دارد. سربیشه
- چشمه آب معدنی سیاه دره: آب معدنی سیاه دره جنب کلاته سلیمان (بخش مود شهرستان سربیشه) واقع است که آب آن به رنگ سبز کامل است. سربیشه
- چشمه آب درمانی آبترش: در ۳۴ کیلومتری شمال غرب سربیشه واقع شده است. آب این چشمه از شکاف سنگ‌های آندریت بازالت از زمین خارج شده و به‌دلیل خواص درمانی برای امراض پوستی مورد توجه قرار گرفته است و از سایر چشمه‌های دیگر شهرستان دارای امکانات بهتری نظیر استخر و فضای طبیعی بهتری است که آن را برای گردشگری در شهرستان سربیشه متمایز می‌کند سربیشه
- چشمه آب گرم لوت: در ۷۰ کیلومتری شهر خوسف قرار دارد،

## کشاورزی
استان خراسان جنوبی رتبهٔ اول تولید محصولات باغی زرشک و عناب و رتبه دوم تولید زعفران و پنبه را در سطح ایران داراست. همچنین این استان، ششمین تولیدکنندهٔ انار در بین استان‌های ایران است و شهرستان فردوس پس از شهرستان‌های ساوه و نی‌ریز، سومین تولیدکنندهٔ انار در ایران است. پسته، بادام، سیب، گلابی، به، گیلاس، آلبالو، زردآلو، هلو، خرما، توت، شاتوت، گردو، انجیر و سنجد از دیگر محصولات باغی این استان است.
در بخش محصولات زراعی، این استان در تولید چغندرقند، رتبه هشتم کشور را داشته و همچنین گندم، جو، پنبه، حبوبات، محصولات جالیزی و گیاهان علوفه‌ای در این استان کشت می‌شوند.
در بخش دامپروری، پرورش مرغ گوشتی و تخم‌گذار، گاو شیری و گوشتی، گوسفند، بز و شتر به صورت سنتی و صنعتی انجام می‌پذیرد.
شرکت‌های سهامی زراعی خضری و اسلام‌آباد در بخش نیمبلوک از توابع شهرستان قاینات، جزء قطب‌های کشاورزی صنعتی در کشور محسوب می‌شوند.

## جغرافیا و اقلیم

### آب و هوا
میانگین بارندگی سالانه استان خراسان جنوبی، ۱۳۴ میلی‌متر و میانگین دمای سالانه، ۱۷٫۵ درجه سلسیوس است.تفاوت ارتفاع  از سطح دریا  باعث به وجود آمدن آب و هوای خشک و بیابانی برای نواحی پست و آب و هوای نیمه خشک در نواحی کوهستانی استان خراسان جنوبی   شده است. استان خراسان جنوبی  با توجه به موقعیت جغرافیایی خود از منابع رطوبتی اقیانوسی بهره چندانی نمی برد. مهمترین توده‌های هوایی که آب و هوای استان خراسان جنوبی  را تحت تأثیر قرار می‌دهد، اینها هستند : توده سرد قطبی، توده مرطوب غربی و  توده گرم و خشک و توده هوای سودانی، توده موسمی و باد صد و بیست روزه  . 

### جنگل و بیابان ها
۹۵ درصد وسعت این استان را عرصه‌های طبیعی در بر می‌گیرد که از این میزان، ۲۲٫۷ درصد بیابانی، ۶۳٫۳ درصد مراتع بیابانی، ۷٫۲ درصد مراتع خوب و متوسط و ۶٫۸ درصد جنگلی است. ۸۸۰٬۳۳۴ هکتار از مساحت این استان، جزء کانون‌های بحرانی فرسایش بادی است که شهرستان قاینات با ۲۴۲٬۴۷۲ هکتار مساحت کانون‌های بحرانی، دارای بیشترین سطح و شهرستان سرایان با ۲۷٬۷۸۷ هکتار، دارای کمترین سطح کانون بحران فرسایش بادی است. 
پس از الحاق شهرستان طبس به این استان، با توجه به وسعت زیاد بیابان‌های طبس، خراسان جنوبی از ششمین استان بیابانی ایران، به دومین استان بیابانی تبدیل شد.
ٔ
ٔ

## جمعیت شناسی

### جمعیت
جمعیت استان خراسان جنوبی در سرشماری سال ۱۳۹۵ ، برابر با ۷۶۸،۸۹۸ نفر بوده است.متراکم ترین و پر جمعیت ترین شهرستان استان ، شهرستان بیرجند است.
طی گزارش مرکز آمار در سال ۱۴۰۰، جمعیت شهری استان خراسان جنوبی حدود ۵۰۹،۰۰۰ نفر و جمعیت روستایی ۳۲۵،۰۰۰ نفر است.  جمعیت شهری روند صعودی و شیب مثبتی داشته در حالی که جمعیت روستایی ثابت و حتی روندی نزولی داشته است. همچنین بیشترین نرخ شهرنشینی را شهرستان بیرجند داراست.
| جمعیت استان خراسان جنوبی بر حسب مناطق شهری و روستایی | جمعیت استان خراسان جنوبی بر حسب مناطق شهری و روستایی | جمعیت استان خراسان جنوبی بر حسب مناطق شهری و روستایی | جمعیت استان خراسان جنوبی بر حسب مناطق شهری و روستایی | جمعیت استان خراسان جنوبی بر حسب مناطق شهری و روستایی |
| ---------------------------------------------------- | ---------------------------------------------------- | ---------------------------------------------------- | ---------------------------------------------------- | ---------------------------------------------------- |
| جمعیت                                                | جمعیت                                                |                                                      | درصد                                                 | درصد                                                 |
| شهری                                                 | شهری                                                 |                                                      | ۶۱٫۰۳٪                                               | ۶۱٫۰۳٪                                               |
| روستایی                                              | روستایی                                              |                                                      | ۳۸٫۹۷٪                                               | ۳۸٫۹۷٪                                               |

### اقوام

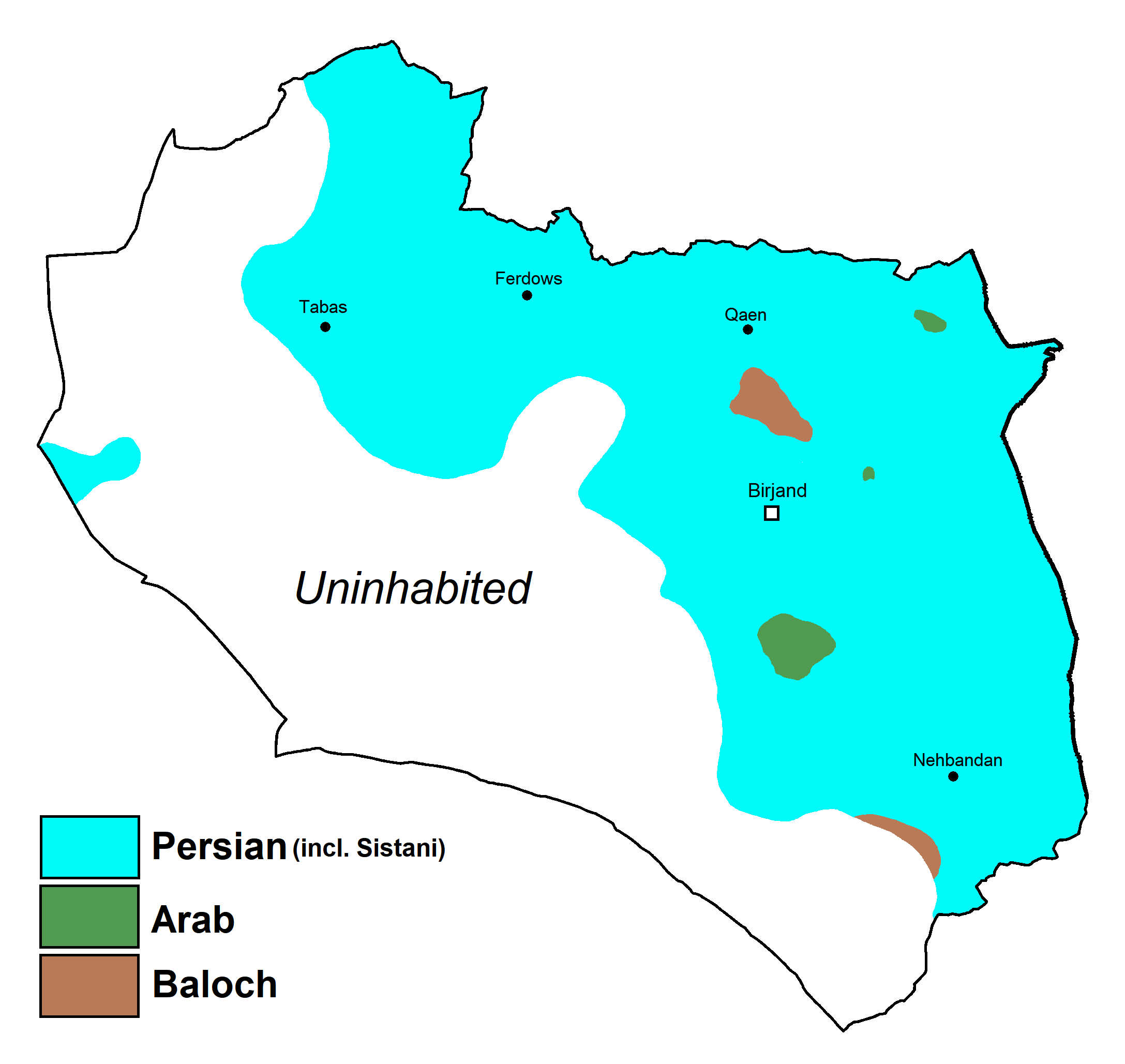
پراکنش جمعیتی اقوام در استان خراسان جنوبی

مردم استان خراسان جنوبی ، همان طور که پیداست، اکثرا به زبان فارسی با گویش خراسانی صحبت می‌کنند؛ و بیشتر فارس هستند. اما در نقاطی از استان بلوچ ها و عرب ها نیز حضور دارند. بیشتر بلوچ ها نیز جز عشایر و کوچنده می کنند. بیش از ۹۹٪ مردم استان فارس هستند. از گویش‌های معروف این منطقه، می‌توان به گویش بیرجندی، گویش فردوسی(گویش تونی) و گویش قائنی اشاره کرد.   
نظرسنجی سال ۱۳۸۹
طی پژوهشی که به سفارش شورای فرهنگ عمومی در سال ۱۳۸۹ انجام شد و براساس یک بررسی میدانی و یک جامعه آماری از میان ساکنان ۲۸۸ شهر و حدود ۱۴۰۰ روستای سراسر کشور، درصد اقوامی که در این نظر سنجی نمونه‌گیری شد در این استان به قرار زیر بود:
| اقوام استان خراسان جنوبی | اقوام استان خراسان جنوبی | اقوام استان خراسان جنوبی | اقوام استان خراسان جنوبی | اقوام استان خراسان جنوبی |
| ------------------------ | ------------------------ | ------------------------ | ------------------------ | ------------------------ |
| قومیت                    | قومیت                    |                          | درصد                     | درصد                     |
| فارسی‌زبان                | فارسی‌زبان                |                          | ۹۹٫۳٪                    | ۹۹٫۳٪                    |
| بلوچ                     | بلوچ                     |                          | ۰٫۶٪                     | ۰٫۶٪                     |
| عرب زبان                 | عرب زبان                 |                          | ۰٫۱٪                     | ۰٫۱٪                     |

## فرهنگ
ازجمله خصوصیات استان می‌توان به مراسم کاکل و شکر گزاری در کشاورزی، جشن قوج گذاری و کوچ در امر دامداری، مراسم برات و مراسم ماه محرم از قبیل نخل برداری، تعزیه خوانی، علم بندان، علم گردانی، بیل زنی، مشعل گردانی، هفت منبر، سنگ زنی، کفچلزی و همچنین مراسم استثنایی روستای چنشت اشاره کرد.

## مراکز علمی و آموزش عالی
دانشگاه بیرجند
دانشگاه بزرگمهر قائنات
حوزه علمیه بیرجند
دانشگاه فرهنگیان بیرجند
دانشگاه فرهنگیان قاین
حوزه علمیه قاین
حوزه علمیه فردوس
دانشگاه علوم پزشکی بیرجند
دانشگاه صنعت و معدن بیرجند
دانشگاه آزاد اسلامی بیرجند
دانشگاه آزاد اسلامی قاینات
دانشگاه آزاد اسلامی فردوس
دانشگاه آزاد اسلامی طبس
دانشگاه آزاد اسلامی نهبندان
دانشکده علوم پزشکی قاین
دانشکده علوم پزشکی فردوس
دانشگاه پیام نور بیرجند
دانشگاه پیام نور فردوس
دانشگاه پیام نور قاینات
دانشگاه پیام نور طبس
دانشکده فنی حرفه‌ای قاین

## ترابری
بزرگراه ۷۸ آسیا که در این محدوده بر جاده ۹۱ ایران منطبق است، از شمال استان خرسان جنوبی و شهرستان فردوس، وارد استان شده و با عبور از شهرهای فردوس و دیهوک به استان کرمان ادامه می‌یابد. همچنین، این جاده با تلاقی با جاده طبس به دیهوک، استان‌های یزد، فارس، بوشهر و سایر استان‌های جنوبی و جنوب غربی ایران را به خراسان پیوند می‌دهد.
بیشترین حجم تردد بین شهری روی محور شمالی و جنوبی این استان ۹۵شمال_جنوب (جاده ۹۵) انجام می‌گیرد، از مشهد آغاز و با عبور از شهرهای تربت حیدریه، گناباد، قائن، بیرجند، نهبندان و زاهدان تا چابهار ادامه دارد. این محور از مشهد تا شهر قائن به صورت بزرگراه بوده و سپس به صورت محور آسفالته درجه یک تا زاهدان و چابهار ادامه مسیر می‌دهد (جاده ۹۵).
سایر محورهای ارتباطی استان که به صورت راه آسفالته درجه یک به استان‌های همجوار متصل می‌گردد عبارتند از: محور قائن-خواف، محور نهبندان-زابل، محور نهبندان-کرمان، محور طبس-خور و محور طبس-یزد.
تاکنون استان خراسان جنوبی از داشتن یک متر آزادراه محروم است ولی طرح آزادراه سربیشه-بیرجند-تربت‌حیدریه-باغچه که شهر بیرجند را به مشهد و شبکه آزادراهی کشور وصل می‌کند، در انتظار تصویب توسط هیئت دولت است.
مسیر راه‌آهن بندرعباس-سرخس از طبس و شمال باختری شهرستان بشرویه یعنی جزین عبور می‌کند و حمل‌ونقل کالا و مسافر از کشورهای آسیای مرکزی تا خلیج فارس (بندرعباس) از این مسیر انجام می‌شود. همچنین دو خط راه‌آهن چابهار-زاهدان-بیرجند-قاین- گناباد-مشهد و خط آنتنی جزین-فردوس در دست احداث می‌باشد که طی آن، شهرهای بیرجند، قائن و فردوس صاحب راه‌آهن خواهند شد.
فرودگاه بین‌المللی بیرجند در سال ۱۳۱۲ (به عنوان سومین فرودگاه رسمی کشور) افتتاح گردیده و پروازهای هفتگی و روزانه به شهرهای تهران، مشهد، جده، مدینه، دمشق و بغداد در آن انجام می‌شود. به علاوه شهر طبس نیز دارای فرودگاه می‌باشد.

## صنعت
کارخانه‌ها و کارگاه‌های تولید ماشین‌آلات و تجهیزات، وسایل نقلیهٔ موتوری، محصولات فلزی، تجهیزات حمل و نقل، اکسید منیزیم، محصولات لاستیکی و پلاستیک، ماشین‌آلات و دستگاه‌های برقی، محصولات کانی غیرفلزی، کاغذ و محصولات کاغذی، ابزار پزشکی و اپتیکی، ساعت، رادیو و تلویزیون، فلزات اساسی، چوب و محصولات چوبی، منسوجات، مبلمان و صنایع غذایی و آشامیدنی در سطح استان و نیز در ۵ شهرک صنعتی در بیرجند، فردوس، قاین، نهبندان و سربیشه مشغول فعالیت می‌باشند. همچنین به تازگی خبر از افتتاح کارخانه شمش منیزیم در شهرستان فردوس و کارخانه بزرگ فولاد قاینات به گوش می‌رسد. (صدا و سیمای خراسان جنوبی)
قالی‌بافی، سفالگری، رنگرزی، آهنگری، مسگری، حصیربافی، سبدبافی، نمدمالی، زیلوبافی، پارچه بافی، نوغان داری، ریسندگی، گلیم بافی، جاجیم بافی، زرگری، دباغی و سوزن‌دوزی، ازجمله صنایع دستی استان خراسان جنوبی هستند.

## معدن
این استان دارای پتانسیل بالایی در بخش معادن می‌باشد به‌طوری‌که دارای تنها ذخایر منیزیت ایران (شهرستان بیرجند و شهرستان سربیشه)، بزرگ‌ترین ذخیره و تنها معدن آزبست ایران (معدن حاجات نهبندان) بوده و ذخایر و معادن مهم اورانیوم در (شهرستان فردوس)، بنتونیت (شهرستان سرایان، سه‌قلعه)، گرانیت (بیرجند و سربیشه)، گل سفید (بیرجند)، بازالت (شهرستان سربیشه) در خراسان جنوبی مورد بهره‌برداری قرار می‌گیرد. یکی دیگر از مهم‌ترین معادن این استان، معدن مس قلعه زری واقع در جنوب غرب این استان (خوسف) است.
معادن ولاستونیت، کائولن، تراورتن، فلدسپات، بوکسیت، مارن، گچ، آهک، دولومیت، مرمریت، خاک صنعتی، سنگ لاشه و توف از دیگر معادنی هستند که در این استان درحال بهره‌برداری هستند.
پنج نشان جغرافیایی فلورین طبس، عقیق فردوس، عقیق شجر زیرکوه، عقیق پائیزه سه قلعه و کارنت نهبندان در حوزه گوهرسنگ خراسان جنوبی به ثبت رسیده است.

## نگاره‌ها

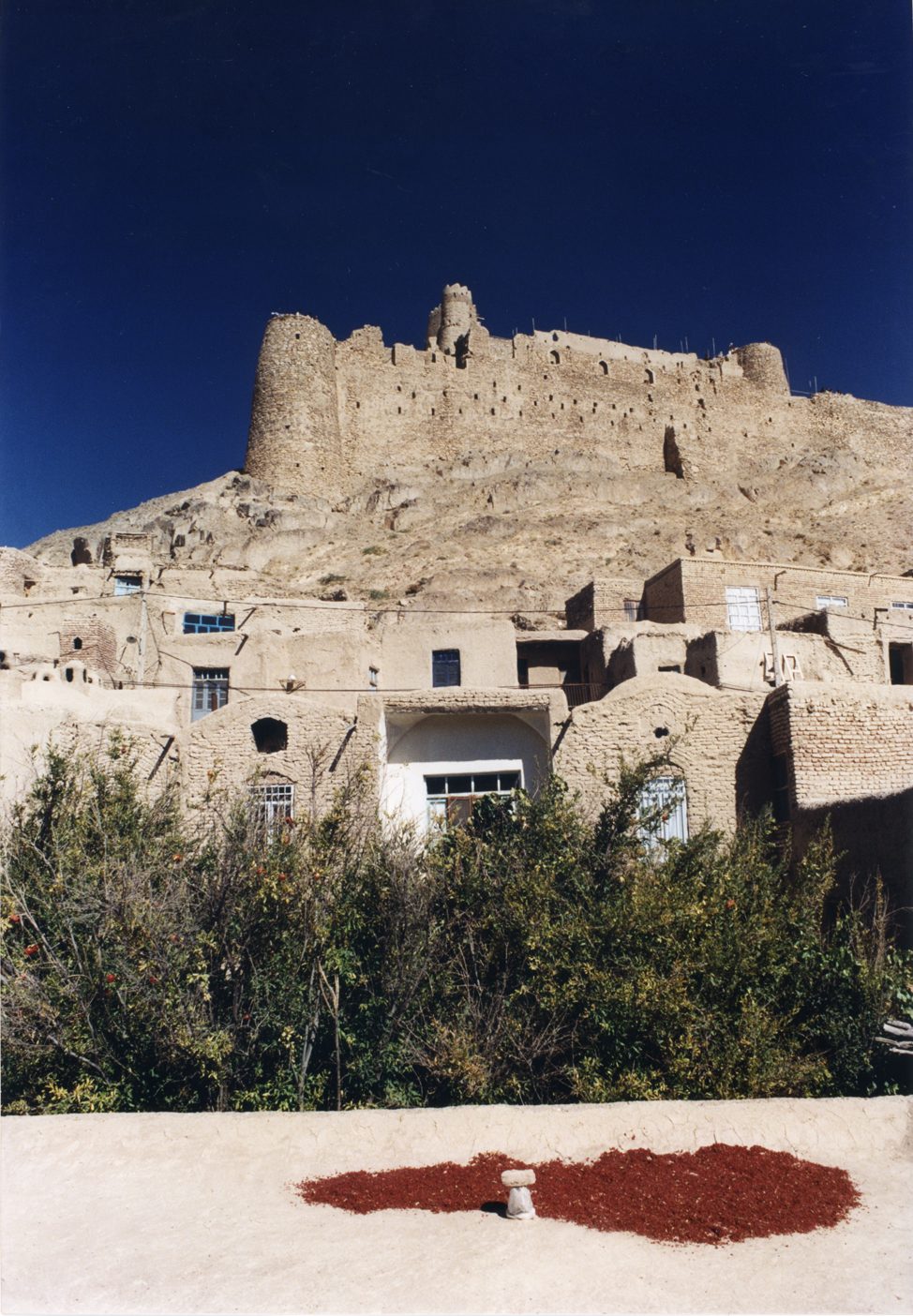
ارگ فورگ
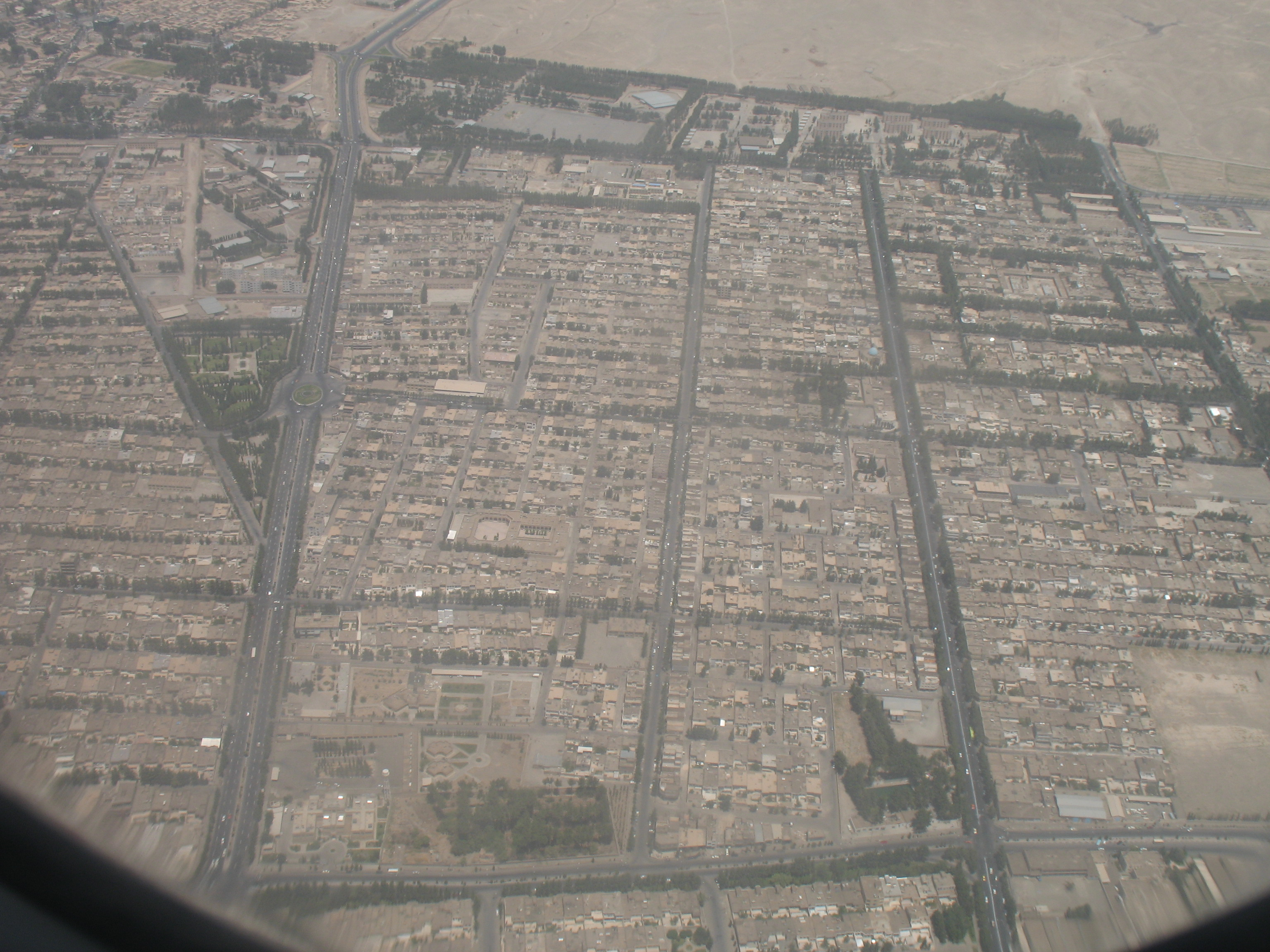
بیرجند
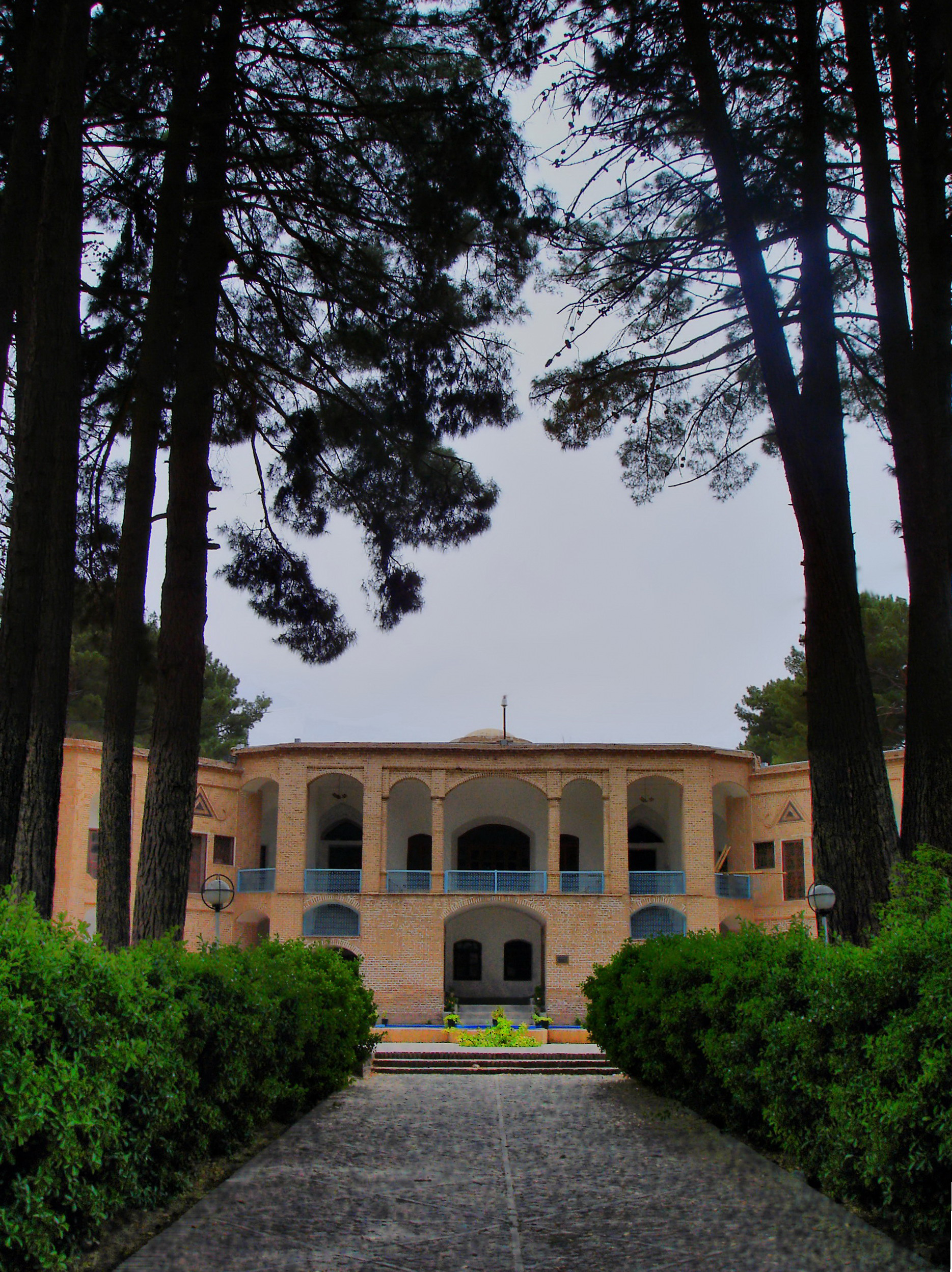
باغ اکبریه در بیرجند
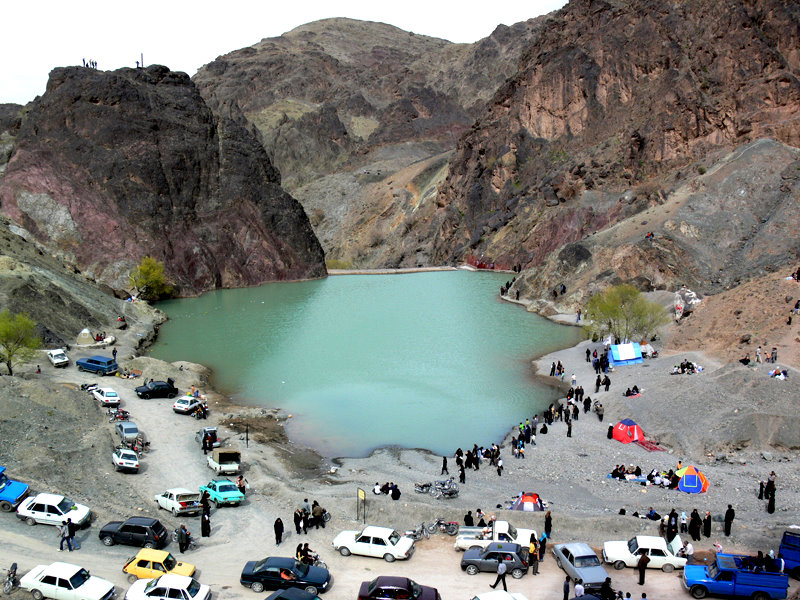
بند دره در بیرجند
دانشکده مهندسی دانشگاه بیرجند
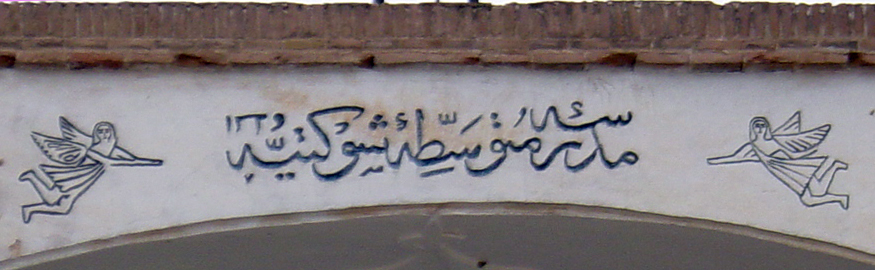
مدرسه شوکتیه
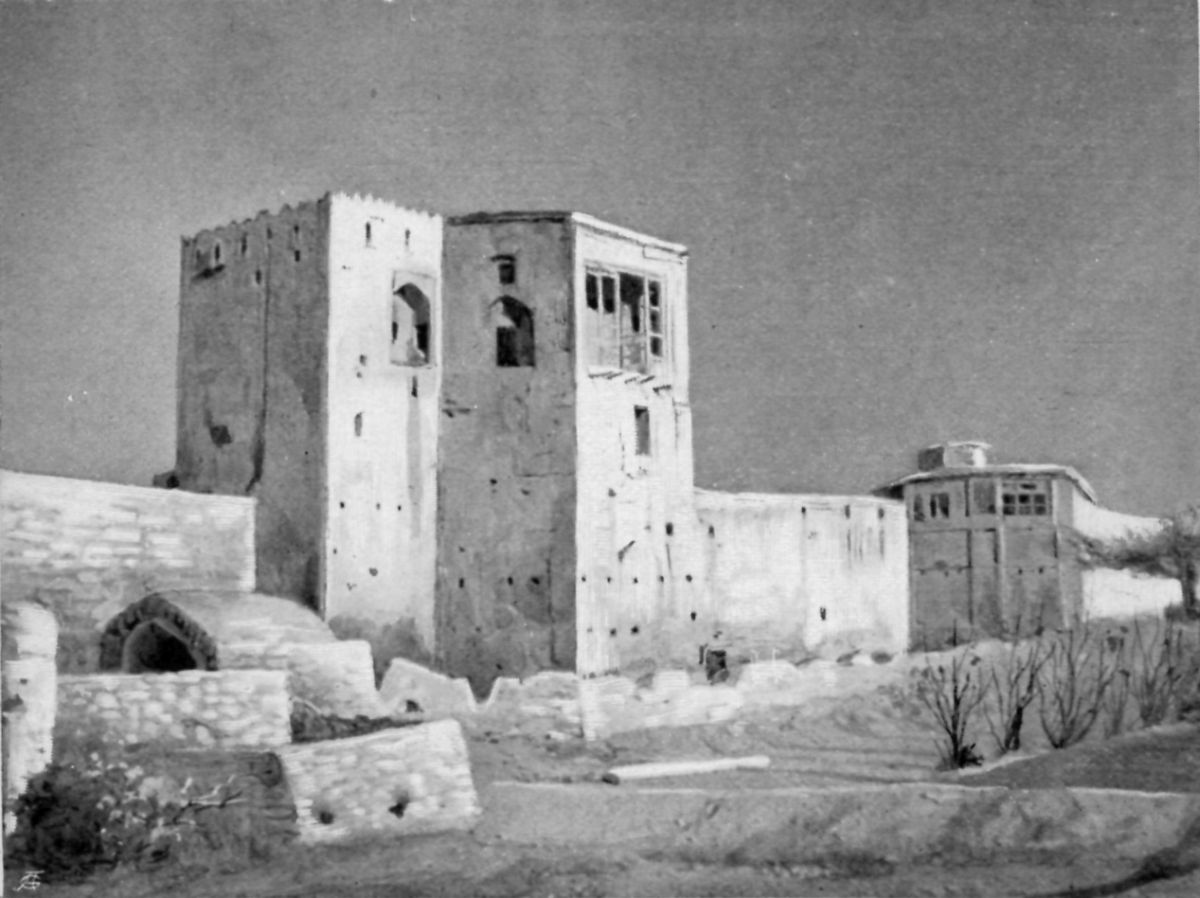
ارگ بیرجند
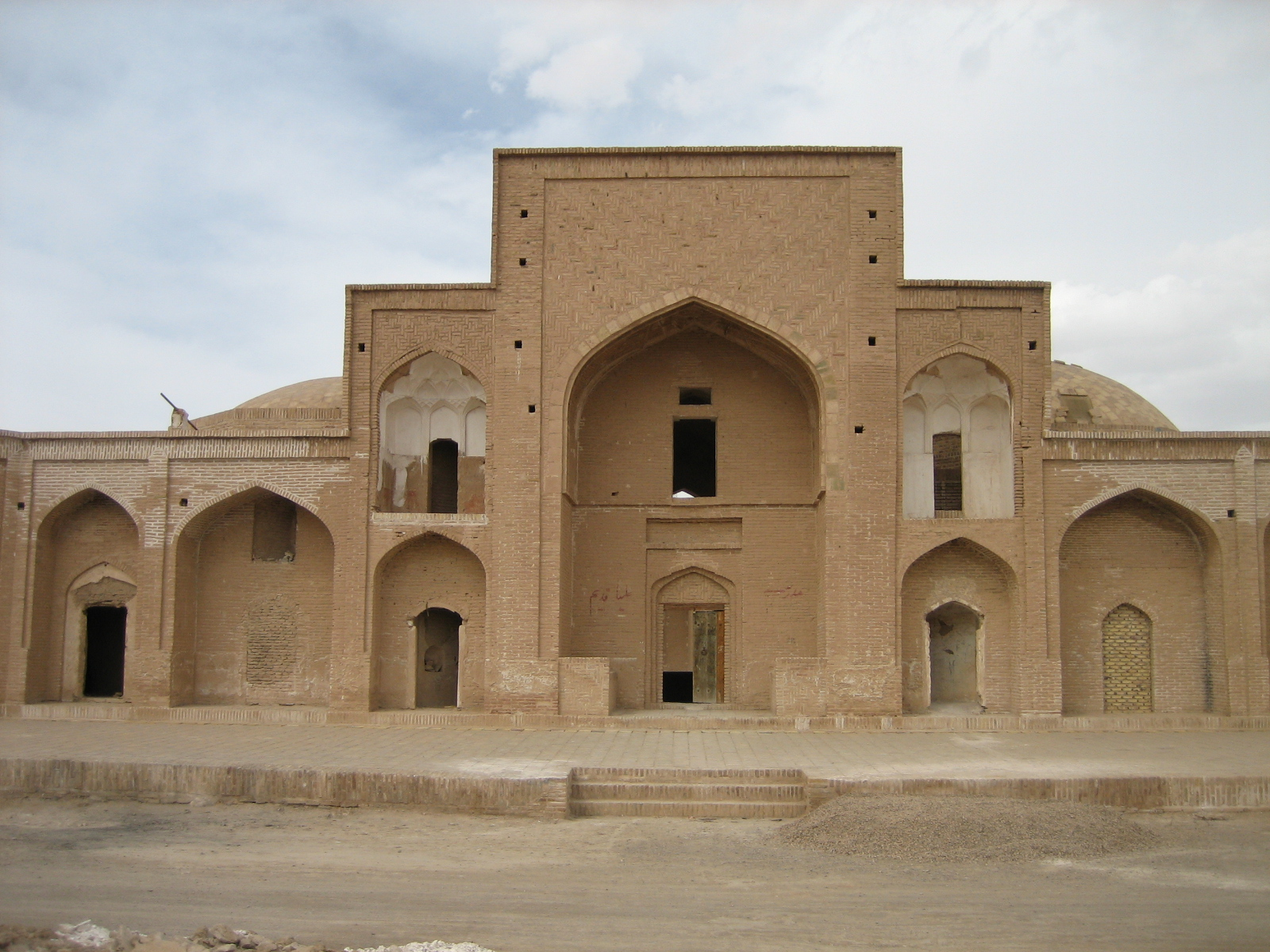
نمای بیرونی مدرسه علیا، فردوس
مرکز آموزش عالی بنت‌الهدی صدر فردوس